# Cybister rugosus
Cybister rugosus är en skalbaggsart som först beskrevs av W. S. Macleay 1825.  Cybister rugosus ingår i släktet Cybister och familjen dykare. Inga underarter finns listade i Catalogue of Life.